# Hoya pauciflora
Hoya pauciflora ist eine Pflanzenart der Gattung der Wachsblumen (Hoya) aus der Unterfamilie der Seidenpflanzengewächse (Asclepiadoideae).

## Merkmale
Hoya pauciflora ist eine lithophytische oder epiphytische Pflanze mit dünnen, eher kriechenden Trieben. Frische Triebe wachsen oft noch windend. An den kahlen Trieben sind meist an den Knoten, seltener auch an den Internodien Haftwurzeln ausgebildet, mit denen sich die Pflanze an den Untergrund anheftet. Die Blätter sind gegenständig, oft aber auch büschelig um den Knoten angeordnet. Sie sind gestielt, die Blattstiele sind 2 bis 6 mm lang. Die dunkelgrünen Blattspreiten sind länglich lanzettlich oder länglich linealisch, 2 bis 5,5 cm lang und 0,5 bis 1 cm breit. Sie sind dickfleischig und kahl, mit glänzender Oberfläche. Die Unterseite ist häufig rötlich gefleckt. Der Apex ist spitz bis rund, die Basis spitz oder rund. Die Ränder sind häufig zurück gebogen. Die Mittelrippe tritt deutlich hervor, ansonsten sind keine Blattadern zu erkennen.
Die Blütenstände enthalten meist nur eine oder zwei Blüten. Der Blütenstandsstiel ist nur sehr kurz. Der Blütenstiel ist länger, aber dünn und kahl. Die Kelchblätter sind lanzettlich, klein und kahl. Die weiße Blütenkrone hat einen Durchmesser von 2 cm. Die Kronblattzipfel sind breit und enden stumpf oder etwas spitz. Sie sind innen kahl oder dicht mit winzig Flaumhaaren bedeckt. Die Nebenkrone ist rosa bis dunkelpurpurfarben. Die staminalen Nebenkronenzipfel sind eiförmig, fleischig und mittig eingesenkt. Der äußere Fortsatz ist rund, der innere Fortsatz spornförmig aufsteigend. Die Balgfrucht ist 10 cm lang und sehr schlank.

## Ähnliche Art
Der Habitus und die Anordnung der Blätter sowie die Blüten erinnern an Hoya retusa, die sich jedoch gut durch die Form der Blätter unterscheiden lässt.

## Geographische Verbreitung und Habitat
Das Verbreitungsgebiet der Art erstreckt sich von Südwestindien (Kerala) bis nach Sri Lanka. Sie wächst dort in feuchten Bergwäldern an schattigen Orten auf großen Felsen und Baumstümpfen. Sie steigt in den Bergen bis auf 1600 m an.

## Taxonomie
Das Taxon wurde 1848 von Robert Wight publiziert. Plants of the World online akzeptiert das Taxon als gültig. Hoya wightiana Thwaites (1860) wird als jüngeres Synonym aufgefasst.